# Рино — Тахо (аэропорт)
Международный аэропорт Рино — Тахо (англ. Reno–Tahoe International Airport; ИАТА: RNO, ИКАО: KRNO, FAA LID: RNO) — аэропорт совместного базирования в 4,8 км к юго-востоку от центра города Рино, в округе Уошо, штат Невада, США. Это второй по загруженности коммерческий аэропорт штата после международного аэропорта имени Гарри Рида в Лас-Вегасе. К юго-западу от главного терминала аэропорта базируется 152-е воздушно-десантное крыло Национальной воздушной гвардии Невады. Аэропорт назван в честь города Рино и озера Тахо.

## История
Аэропорт был построен в 1929 году компанией Boeing Transport Inc., получив название Хаббард-Филд в честь вице-президента Boeing и пионера авиации Эдди Хаббарда. Аэропорт был приобретён United Airlines в 1936 году и выкуплен городом Рино в 1953 году. Реактивные самолеты (Boeing 727 авиакомпании United Airlines) начали совершать рейсы сюда в июне 1964 года; примерно в то же время взлётно-посадочная полоса №16 (ныне 17R) была расширена в южном направлении с 2370 до 2740 метров.
Первый терминал был построен к зимним Олимпийским играм 1960 года, проходившим в Скво-Вэлли, штат Калифорния, в 1960 году. Нынешний билетный вестибюль и залы ожидания были построены в 1979 году. Аэропорт получил свое нынешнее название в 1994 году (в честь города и озера Тахо, расположенного неподалёку), а терминал был назван в честь генерал-майора резерва ВВС в отставке и бывшего сенатора США Говарда Кэннона. 
Международный аэропорт Рено–Тахо был хабом Reno Air, ныне закрытой авиакомпании, которая выполняла полёты на самолётах MD-80 и MD-90, пока не была куплена American Airlines и позже ликвидирована в 2001 году. Первый рейс авиакомпании Reno Air состоялся 1 июля 1992 года, а последний — 30 августа 1999 года.
В 1996 году зона выдачи багажа и билетный вестибюль были обновлены. В 2008 году аэропорт приступил к реализации проекта стоимостью 70 миллионов долларов, в рамках которого было усовершенствовано оборудование для досмотра багажа и реконструирован билетный вестибюль; проект был полностью завершён в 2010 году. В марте 2013 года было завершено расширение аэропорта стоимостью 24 миллиона долларов, в ходе которого был построен новый централизованный контрольно-пропускной пункт TSA на первом этаже, а над ним — променад с магазинами и ресторанами под названием «High Mountain Marketplace». Из окон в обеденной зоне открывается вид на горы и взлётно-посадочные полосы. Будущие проекты могут включать в себя обновление залов ожидания.

## Особенности
Международный аэропорт Рино — Тахо занимает площадь 5,9 квадратных километров, располагаясь на высоте 1346 км над уровнем моря. Он имеет три бетонные взлётно-посадочные полосы: 16R/34L размером 3 353 на 46 м; 16L/34R размером 2 743 на 46 м; 7/25 размером 1 860 на 46 м. В 2010 году была открыта 61-метровая диспетчерская вышка ATCT на замену 21-метровой, которая использовалась более 50 лет. Она была спроектирована дизайнерской фирмой Parsons Design. Стоимость новой башни составила около 30 миллионов долларов.
Администрация аэропорта Рино — Тахо также владеет аэропортом Рино — Стед. Рино — Тахо обслуживает около 4 миллионов пассажиров в год, являясь вторым по загруженности аэропортом штата после международного аэропорта имени Гарри Рида в Лас-Вегасе, и 60-м по загруженности в стране. Это аэропорт совместного базирования, на его территории расположено 152-е воздушно-десантное крыло Национальной воздушной гвардии Невады.

## Авиационные происшествия и катастрофы
- 21 января 1985 года Lockheed L-188A Electra авиакомпании Galaxy Airlines[англ.] выполнял рейс 203 по маршруту Рино — Миннеаполис, но вскоре после вылета самолёт сильно завибрировал, и экипаж объявил диспетчеру о возвращении в аэропорт. Полагая, что вибрация связана с двигателями, экипаж уменьшил режим двигателей. При правом развороте самолёт ушёл в сваливание, а затем врезался в землю. В результате катастрофы погибли 70 человек (64 пассажира и 6 членов экипажа)[11].